# Hallaröds landskommun
Hallaröds landskommun var en tidigare kommun i dåvarande Malmöhus län.

## Administrativ historik
Kommunen bildades i Hallaröds socken i Onsjö härad i Skåne när 1862 års kommunalförordningar trädde i kraft.
Vid kommunreformen 1952 uppgick kommunen i Norra Frosta landskommun som uppgick 1969 i Höörs köping som ombildades 1971 till Höörs kommun.